# Jack Matlock
Jack Foust Matlock Jr., född 1 oktober 1929 i Greensboro, North Carolina, är en amerikansk diplomat. Han var USA:s ambassadör i Tjeckoslovakien 1981–1983 och i Sovjetunionen 1987–1991.
Matlock efterträdde 1987 Arthur A. Hartman som ambassadör i Moskva och efterträddes 1991 av Robert Schwarz Strauss.